# Coupe d'Italie de football 2002-2003
Navigation
Coupe d'Italie 2001-2002 Coupe d'Italie 2003-2004
La Coupe d'Italie de football 2002-2003, est la 56e édition de la Coupe d'Italie.

## Compétition
Au premier tour, 32 équipes sont réparties dans 8 groupes de quatre et se rencontrent une seule fois. Les 8 vainqueurs de groupe du premier tour rencontrent chacun un club  de Serie A pour disputer le deuxième tour en match aller et retour.
Les vainqueurs du deuxième tour sont rejoints par les huit meilleures équipes de Serie A 2001-2002 directement qualifiées pour les huitièmes de finale, jusqu'à la finale, les rencontres se jouent en match aller et retour.

### Quarts de finale
En cas d'égalité, la règle du but à l'extérieur est appliquée, si l'égalité est parfaite une séance de tirs au but aura lieu.
| Équipe       | Aller | Total | Retour | Équipe        |
| ------------ | ----- | ----- | ------ | ------------- |
| L.R. Vicence | 1 - 2 | 4 - 8 | 3 - 6  | AS Rome       |
| SS Lazio     | 2 - 1 | 2 - 1 | 0 - 0  | Bari          |
| AC Milan     | 0 - 0 | 5 - 2 | 5 - 2  | Chievo Vérone |
| Juventus     | 1 - 2 | 1 - 4 | 0 - 2  | Perugia       |

### Demi-finales
| Équipe   | Aller | Total | Retour | Équipe   |
| -------- | ----- | ----- | ------ | -------- |
| Perugia  | 0 - 0 | 1 - 2 | 1 - 2  | AC Milan |
| SS Lazio | 1 - 2 | 1 - 3 | 0 - 1  | AS Rome  |

### Finales
| Finale aller | AS Rome | 1 - 4   | AC Milan | Stade olympique, Rome          |                                |
| 20 mai 2003  |         | (1 - 0) |          | Arbitrage : Gianluca Paparesta | Arbitrage : Gianluca Paparesta |

---
| Finale retour | AC Milan | 2 - 2   | AS Rome | Stade Giuseppe-Meazza, Milan   |                                |
| 31 mai 2003   |          | (0 - 0) |         | Arbitrage : Gianluca Paparesta | Arbitrage : Gianluca Paparesta |

L'AC Milan remporte sa cinquième coupe d'Italie.